# André d'Espinay
André d'Espinay, né à Champeaux dans le duché de Bretagne en 1451, et mort à Paris le 10 novembre 1500, est un cardinal français.
Trois de ses frères, Robert, Jean  et Jean le jeune, sont aussi évêques.

## Biographie
André d'Espinay est le fils de Richard, seigneur d'Espinay, et de Béatrix de Montauban la sœur de l'archevêque de Bordeaux Arthur de Montauban. Il devient chanoine à Bordeaux et est désigné comme archevêque de Bordeaux en 1478 en succession de son oncle. En 1483, il se fait adjuger l'abbaye de Saint-Wandrille de Fontenelle.
À la mort du cardinal Charles II de Bourbon, archevêque de Lyon le 13 septembre 1488, les chanoines se réunissent afin d'élire, trois jours plus tard, son successeur, Hugues II de Talaru. Le 15 septembre, apprenant la mort de l'archevêque, le pape Innocent VIII envoie un bref à l'archidiocèse désignant André d'Espinay à cette charge et interdisant l'élection de quiconque d'autre, sous peine d'excommunication. Parvenue trop tard, cette missive est rejetée par les chanoines qui, résistant à toute pression de la part du pape et de la famille royale, maintienne leur choix. Après onze années de concurrence entre les deux prélats, Hugues de Talaru finit par céder le siège de l'épiscopat de Lyon à André d'Espinay, par acte passé le 23 décembre 1499.
Le pape Innocent VIII le crée cardinal lors du consistoire 9 mars 1489, sur demande du roi Charles VIII de France et pour adoucir cet échec[Quoi ?], ce qui en fait l'un des premiers cardinaux de couronne. D'Espinay est nommé abbé commendataire de l' abbaye Sainte-Croix de Bordeaux en 1490, poste qu'il abandonne en 1499. Il ne participe pas au conclave de 1492 lors duquel Alexandre VI est élu pape. Le nouveau pape le nomme légat apostolique en France. En 1499-1500, il est administrateur de l'archidiocèse d'Aix-en-Provence. Le 8 février 1492, il couronne et sacre Anne de Bretagne à la Basilique Saint-Denis. En 1500, il est abbé commendataire de l'abbaye de Saints-Corneille et Cyprien de Compiègne.